# Mercatone Uno (equipa ciclista)
Com o nome de Mercatone Uno se conheceram a duas equipas ciclistas diferentes ao longo da história, não relacionados entre si, um com licença de San Marino (entre 1992 e 1995) e outro da Itália (entre 1997 e 2003), ambos patrocinados pela assinatura de supermercados Mercatone Uno.

## História
Em 1997, a dissolução da equipa Carrera traz consigo o aparecimento de duas novas esquadras no pelotão internacional: por um lado a marca de roupa desportiva Asics, que acolhe ao director Davide Boifava e outros cinco corredores, incluindo a Chiappucci e a Zaina, e pelo outro, Mercatone Uno, com Marco Pantani como chefe de bichas e Alessandro Giannelli, Giuseppe Martinelli e Davide Cassani como directores desportivos.

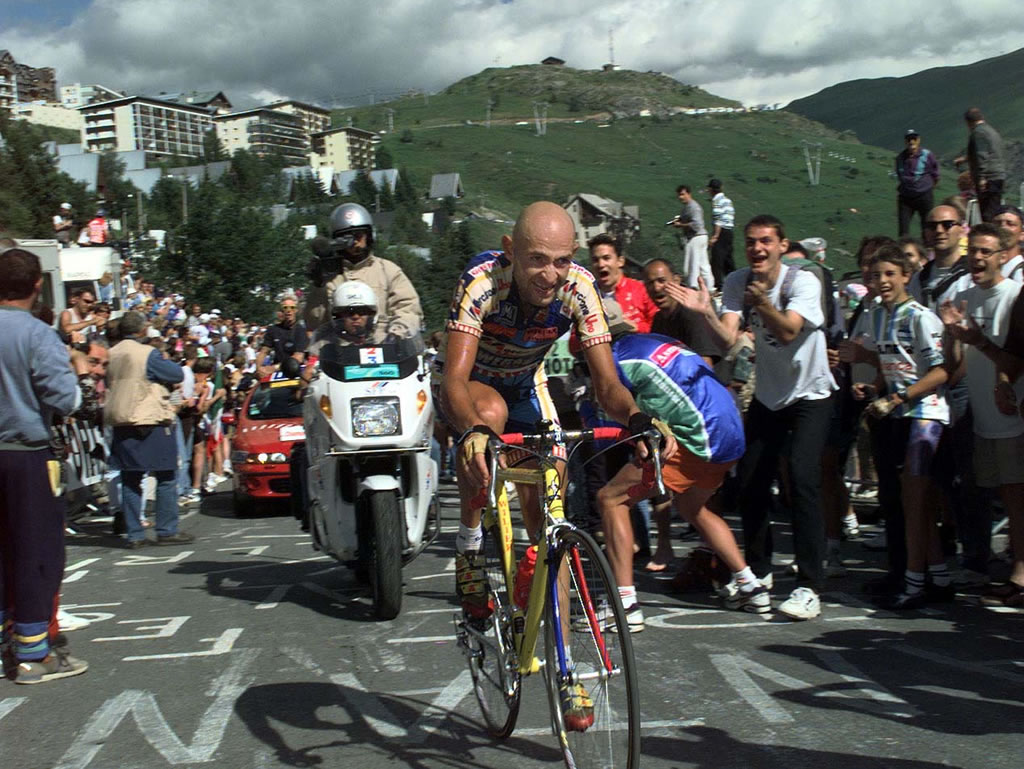
Marco Pantani no Tour de France de 1997

A equipa é concebida ao redor de Pantani, razão pela qual não se fixaram nem sprinters puros nem clássico manos, algo que poderia ter desviado os objectivos da equipa, como declarava Gimondi numa entrevista. No primeiro ano, Barbero, Traversoni e Beat e Markus Zberg conseguem alguns triunfos importantes para a equipa, como a Subida a Urkiola, a Coppa Placci e etapas em Semana Catalã, Tirreno-Adriático e Volta à Polónia, ainda que seria no Tour de France, da mão do Pirata, com duas etapas, incluindo a de Alpe d'Huez e um terceiro posto na classificação geral final, com quem chegariam os melhores resultados.
A temporada de 1998 marca o ponto cimeira de crescimento da equipa. Stefano Garzelli adjudica-se a Volta à Suíça e Marco Velo o Campeonato da Itália de Contrarrelógio, mas é uma vez mais o líder da equipa, Pantani, o encarregado de trazer as máximas alegrias. O pirata impõe-se na classificação geral do Giro d'Italia e do Tour de France, convertendo-se assim no 7º ciclista em conseguir o doblete no mesmo ano. Pantani dedicou este último triunfo ao recentemente falecido manager da equipa Mercatone Uno, Luciano Pezzi. Romano Cenni, patrão da equipa, afirmou depois destes triunfos que o patrocínio da marca continuaria enquanto Pantani seguisse competindo.
Em 1999, repete-se a tónica do ano anterior, com triunfos em diversas provas de um dia e etapas em carreiras curtas, incluindo a vitória de Pantani na Volta a Múrcia e a reedição do Campeonato da Itália Contrarrelógio de Marco Velo. No Giro d'Italia, de novo Pantani volta a brilhar com luz própria, com três triunfos de etapa e a classificação geral praticamente sentenciada à falta de dois dias para a conclusão da prova. No entanto, Pantani é desclassificado pela organização por dar uma taxa de hematocrito superior à permitida. A equipa completa abandona a carreira em solidariedade com a expulsão do Pirata. No Tour de France, sem a presença do escalador italiano, a equipa obtém uma pobre bagagem, com tão só um triunfo de etapa por parte do russo Dimitri Konyshev.

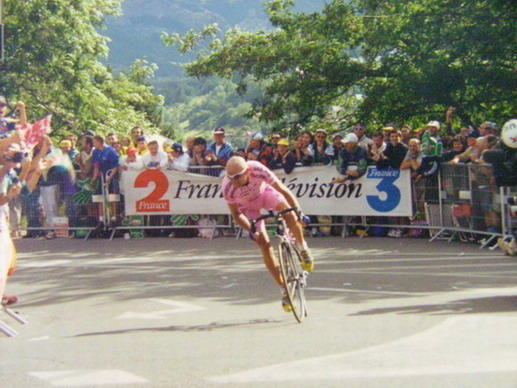
Marco Pantani no Tour de France de 2000

Na temporada de 2000, Marco Pantani não é capaz de encontrar seu melhor nível, conquanto consegue ganhar duas etapas no Tour de France. No entanto, a equipa mantém-se com uns resultados decentes, incluindo a terceira vitória consecutiva de Velo no Campeonato italiano contra o crono, e o triunfo de um inesperado Stefano Garzelli na classificação geral o Giro d'Italia, o qual agradeceu a Pantani a ajuda prestada depois da sua vitória. Não obstante, Garzelli finalizaria prematuramente o seu contrato para fixar pela equipa Mapei face à seguinte temporada.
Com um Pantani exhausto entre acusações por dopagem, participando tão só esporadicamente em 2001 sem oferecer um grande nível, a equipa mal sobrevive com uns poucos triunfos de Igor Astarloa, Daniele de Paoli, Fabiano Fontanelli e Cristian Moreni. Em 2002 a situação não melhora, e tão só Fontanelli e o cazaque Mizourov (campeão contrarrelógio do seu país) conseguem triunfos isolados. O abandono de Pantani no Giro, somado a que a esquadra não tinha sido convidada a participar nos Tours de 2001 e 2002, fez que o patrocinador anunciasse uma iminente retirada ao final da temporada.
Apesar dos rumores, a equipa manteve-se na seguinte temporada, mas longe de recuperar os sucessos do passado, mal destacam em seu palmarés as etapas de Ivan Ravaioli na Semana Lombarda e a vitória no Giro do Friuli do espanhol Joseba Albizu. Pantani, que foi 14º no Giro d'Italia voltou a recair e foi ingressado em consequência de uma depressão. Os rumores da retirada do Pirata levaram à dissolução final da equipa. Boa parte dos integrantes da esquadra italiana recolaram no Barloworld sul-africano.

## Corredor melhor classificado nas Grandes Voltas
| Ano  | Giro d'Italia        | Tour de France        | Volta a Espanha     |
| ---- | -------------------- | --------------------- | ------------------- |
| 1997 | 9.º Stefano Garzelli | 3.º Marco Pantani     | -                   |
| 1998 | 1.º Marco Pantani    | 1.º Marco Pantani     | -                   |
| 1999 | Abandono             | 32.º Stefano Garzelli | -                   |
| 2000 | 1.º Stefano Garzelli | 37.º Enrico Zaina     | -                   |
| 2001 | 11.º Marco Velo      | -                     | 46.º Daniel Clavero |
| 2002 | 37.º Andrey Mizourov | -                     | -                   |
| 2003 | 14.º Marco Pantani   | -                     | -                   |

## Principais corredores
Para os elencos completos, veja-se Elencos da Mercatone Uno
| - Igor Astarloa (2000-2001) - Adriano Baffi (1993-1994) - Sergio Barbero (1997-1999) - Michele Bartoli (1992-1994) - Francesco Casagrande (1992-1995) - Mario Cipollini (1994-1995) - Nico Emonds (1992) - Dario Frigo (1995) | - Stefano Garzelli (1997-2000) - Dmitri Konyshev (1998-1999) - Marco Pantani (1997-2003) - Roberto Petito (1993-1995) - Adrie van der Poel (1993) - John Talen (1994-1995) - Mario Traversoni (1997-1998) - Marco Velo (1998-2000) |

## Palmarés destacado
- Tour de France
  - 1997: 2 etapas (Marco Pantani)
  - 1998: General , 2 etapas (Marco Pantani)
  - 1999: 1 etapa (Dmitri Konyshev)
  - 2000: 2 etapas (Marco Pantani)
- Giro d'Italia
  - 1998: General , Montanha , 2 etapas (Marco Pantani)
  - 1999: 4 etapas (Marco Pantani)
  - 2000: General , 1 etapa (Stefano Garzelli)
- Volta à Suíça
  - 1998: Geral  2 etapas (Stefano Garzelli)
  - 2000: 1 etapa (Stefano Garzelli)
- Tirreno-Adriatico
  - 1997: 1 etapa (Mario Traversoni)
- Volta à Catalunha
  - 2001: 1 etapa (Daniele De Paoli)

## Classificações UCI
| Ano  | Melhor corredor individual | Classificação equipa |
| ---- | -------------------------- | -------------------- |
| 1997 | Beat Zberg (13º)           | 11º                  |
| 1998 | Marco Pantani (4º)         | 10º                  |
| 1999 | Marco Pantani (27º)        | 6º                   |
| 2000 | Stefano Garzelli (14º)     | 18º                  |
| 2001 | Igor Astarloa (117º)       | 22º                  |
| 2002 | Fabiano Fontanelli (71º)   | 30º                  |
| 2003 | Eddy Serri (253º)          | 8º                   |